# وينتجيا نابالتاري
وينتجيا نابالتاري (بالإنجليزية: Wintjiya Napaltjarri)‏ (و. القرن 20  م) هي رسامة أسترالية، ولدت في Kintore, Northern Territory ‏.